# San Gil (Colombia)
San Gil es un municipio colombiano ubicado en el departamento de Santander. Se sitúa sobre el eje vial entre Bucaramanga y Bogotá, y constituye el núcleo urbano más importante del sur del departamento de Santander. En el 2004 fue designado como la Capital Turística del departamento.
Actualmente, San Gil está desarrollándose turísticamente por ser el destino más indicado de Colombia para actividades de aventura alrededor de los elementos agua, tierra y aire. El turismo de la naturaleza es la gran apuesta del país contemplada en el Plan Sectorial de Turismo por sus características geográficas, climáticas y la vocación de sus habitantes. También tiene desarrollo comercial, urbanístico, educativo e industrial, además de la afluencia masiva de visitantes para distintos fines. Viene sufriendo grandes transformaciones en su entorno urbanístico evidenciadas en la actual construcción de nuevas vías (Avenida 19, Vía principal de la ciudadela Bella Isla, etc.), condominios, urbanizaciones campestres, grandes edificaciones, numerosos barrios, dos centros comerciales, entre otros proyectos, lo cual causa la inversión de gran cantidad de capital en su mayor parte proveniente del sector privado, que hacen desarrollar y proyectar a San Gil como ciudad, siendo unas de las más prometedoras del país dinamizando la economía local y regional, catalogándose como la tercera urbe más grande e importante del departamento, y con un futuro muy promisorio para sus habitantes.

## Ubicación geográfica
San Gil se encuentra ubicada a 96 kilómetros de Bucaramanga, capital del Departamento de Santander, y a 327 kilómetros de la capital de la República, Bogotá. Respecto al paralelo del Ecuador y meridiano de Greenwich, la cabecera municipal está localizada a 6°33′ de latitud norte y a 73°8′ de longitud occidental.
Es la capital de la provincia de Guanentá y tiene un área de 149.5 kilómetros cuadrados; en la actualidad, El área total del Municipio de San Gil es de 14.590 ha de las cuales el 2.45% son sector urbano en donde se encuentran 56 barrios. sus fronteras son: por el norte con los municipios de Villanueva y Curití, por el oriente con Curití y Mogotes, por el sur con el Valle de San José y Páramo, y por el occidente con Pinchote, Cabrera y Barichara.

## Historia
Las primeras poblaciones surgieron a principios del siglo XVI; otros nacieron a partir del comercio, con el devenir de la civilización y el empuje de la minería, la extracción de la quina, el cultivo del tabaco, la arriería y el trueque; las demás, que no nacieron a partir de la economía,  fueron “pueblos de indios” y el fin era dominarlos fácilmente y a la vez promover las labores de evangelización; algunas provincias como Charalá y Curití surgieron de esta manera. San Gil, por su parte, fue un pueblo de blancos fundado y habitado por españoles. Estos asentamientos afianzaron la colonización y el poblamiento de la provincia durante el período colonial. Debido a esto fue posible la construcción de vías e incluso actualmente se utilizan.
En aposentos del Carrizal, el 6 de mayo de 1688, un grupo de estancieros agregados a la doctrina del pueblo Guane, otorgó su poder en favor de Francisco Díaz Sarmiento, sustituido luego en Leonardo Currea de Betancurt, con el fin de que se iniciara en la Real Audiencia las diligencias conducentes a la fundación de una villa sujeta al municipio de Vélez, localizada en el territorio comprendido entre los ríos Sogamoso y Mochuelo (Fonce), cuyo nombre sería Santa Cruz. La segunda parte del nombre San Gil, había sido introducida al proyecto original de Santa Cruz para ganar el favor de Gil de Cabrera y Dávalos, presidente de la Real Audiencia de Santa Fe de Bogotá, con el homenaje que se hacía al santo de su nombre.
El 17 de marzo (onomástica de San Gil) de 1689, Gil de Cabrera dictó auto de fundación de la villa, pero solo hasta el 11 de mayo (día de la sangileñidad) siguiente la Real Audiencia procedió a librar la carta que concedía la licencia para fundar una villa en la provincia de Guane con el título de «Muy Noble y Leal Villa de Santa Cruz y San Gil de la Nueva Baeza».
A partir del Ordenamiento Territorial de 1887, decretado por el gobernador Peña Solano para el departamento de Santander, San Gil adquirió la calidad de Municipio, y desde entonces se le ha considerado cabecera de la Provincia de Guanentá. El último de sus prefectos provinciales, nombrado en 1937 fue José A. Solar. El santo patrono del pueblo es la Santa Cruz de la Nueva Baeza.

## Símbolos

### Escudo
Tiene por Armas una cruz verde, en campo rojo, que sale del corazón de una granada, orlado el escudo con ocho aspas de San Andrés, en que se comprende el nombre de la villa, el Reino donde se funda, y las Armas de la Municipalidad de quien toma el nombre.

### Bandera
El color azul simboliza el río que riega su geografía, el verde simboliza la riqueza agrícola de la región y el rojo que simboliza la sangre derramada por sus mártires.

## Aspecto climático y topográfico
San Gil por su altura de 1117 m s. n. m. posee una temperatura media de 24 °C, una máxima de 32 °C en las regiones bajas, aledañas a los ríos Chicamocha, Suárez y Sogamoso y una mínima de 15 °C; el régimen de lluvias oscila entre 600 a 1800 milímetros al año con promedio de 1200 milímetros, siendo las épocas de mayor precipitación los meses de abril y mayo en el primer semestre o de cosecha principal, y los meses de septiembre y octubre para las siembras de mitaca.[cita requerida] El 82,2% de su piso térmico es cálido y sólo el 17,8% es medio.
La mayor parte del territorio varía de ondulado a fuertemente ondulado y su relieve corresponde a la cordillera Oriental andina. Sus montañas se levantan al norte hasta el alto de la Legua y sigue elevándose hasta los pozos donde se halla el aeropuerto a una altitud de 1750 metros. Por el oriente se levanta la cordillera hasta el Alto del Mirador, el de mayor altura que se eleva a 2000 metros. Por el occidente la cordillera sube a la región de Guarigua hasta el límite del Volador a 1400 metros, al sur se encuentra la montaña hasta el alto de la meseta a 1800 metros de altura y desciende hasta formar el cauce del Río Fonce, en el margen derecho del río asciende el terreno hasta la Cuchilla del Encinal de igual altura con el alto de la meseta. Adicionalmente cuenta con algunas colinas y pequeños valles.
San Gil posee una extensión aproximada de 14.767 hectáreas, de las cuales un 20% corresponde a un relieve ligeramente plano, 4.3% a moderadamente inclinado, 32.9% a fuertemente inclinado, 35% a moderadamente escarpado, 6% escarpado y 1.7% muy escarpado.
| Parámetros climáticos promedio de San Gil                                           | Parámetros climáticos promedio de San Gil | Parámetros climáticos promedio de San Gil | Parámetros climáticos promedio de San Gil | Parámetros climáticos promedio de San Gil | Parámetros climáticos promedio de San Gil | Parámetros climáticos promedio de San Gil | Parámetros climáticos promedio de San Gil | Parámetros climáticos promedio de San Gil | Parámetros climáticos promedio de San Gil | Parámetros climáticos promedio de San Gil | Parámetros climáticos promedio de San Gil | Parámetros climáticos promedio de San Gil | Parámetros climáticos promedio de San Gil |
| Mes                                                                                 | Ene.                                      | Feb.                                      | Mar.                                      | Abr.                                      | May.                                      | Jun.                                      | Jul.                                      | Ago.                                      | Sep.                                      | Oct.                                      | Nov.                                      | Dic.                                      | Anual                                     |
| ----------------------------------------------------------------------------------- | ----------------------------------------- | ----------------------------------------- | ----------------------------------------- | ----------------------------------------- | ----------------------------------------- | ----------------------------------------- | ----------------------------------------- | ----------------------------------------- | ----------------------------------------- | ----------------------------------------- | ----------------------------------------- | ----------------------------------------- | ----------------------------------------- |
| Temp. máx. abs. (°C)                                                                | 32.0                                      | 32.0                                      | 31.4                                      | 30.1                                      | 30.3                                      | 30.0                                      | 29.0                                      | 30.1                                      | 32.6                                      | 32.0                                      | 32.4                                      | 34.0                                      | 36.1                                      |
| Temp. máx. media (°C)                                                               | 28.1                                      | 28.3                                      | 28.6                                      | 27.4                                      | 28.3                                      | 26.6                                      | 26.9                                      | 27.1                                      | 27.8                                      | 27.1                                      | 28.8                                      | 29.9                                      | 27.9                                      |
| Temp. mín. media (°C)                                                               | 20.2                                      | 20.3                                      | 20.5                                      | 21.7                                      | 19.8                                      | 19.8                                      | 18.9                                      | 19.0                                      | 19.4                                      | 20.4                                      | 21.6                                      | 21.7                                      | 20.3                                      |
| Temp. mín. abs. (°C)                                                                | 8.2                                       | 11.4                                      | 10.4                                      | 9.8                                       | 7.8                                       | 10.8                                      | 9.8                                       | 10.1                                      | 10.1                                      | 10.8                                      | 10.0                                      | 10.0                                      | 10.1                                      |
| Lluvias (mm)                                                                        | 199.8                                     | 175.7                                     | 216.4                                     | 200.9                                     | 170.7                                     | 76.9                                      | 54.8                                      | 65.9                                      | 122.7                                     | 252.6                                     | 338.5                                     | 252.3                                     | 2127.2                                    |
| Días de lluvias (≥ 1 mm)                                                            | 17                                        | 16                                        | 19                                        | 20                                        | 21                                        | 14                                        | 10                                        | 10                                        | 15                                        | 23                                        | 24                                        | 21                                        | 210                                       |
| Horas de sol                                                                        | 160.6                                     | 125.9                                     | 125.9                                     | 106.8                                     | 113.0                                     | 147.6                                     | 172.8                                     | 162.3                                     | 129.2                                     | 108.9                                     | 121.4                                     | 140.4                                     | 1614.8                                    |
| Humedad relativa (%)                                                                | 80                                        | 79                                        | 79                                        | 80                                        | 80                                        | 77                                        | 71                                        | 69                                        | 74                                        | 80                                        | 82                                        | 82                                        | 77.8                                      |
| Fuente: INSTITUTO DE HIDROLOGIA METEOROLOGIA Y ESTUDIOS AMBIENTALES[cita requerida] |                                           |                                           |                                           |                                           |                                           |                                           |                                           |                                           |                                           |                                           |                                           |                                           |                                           |

## Hidrografía

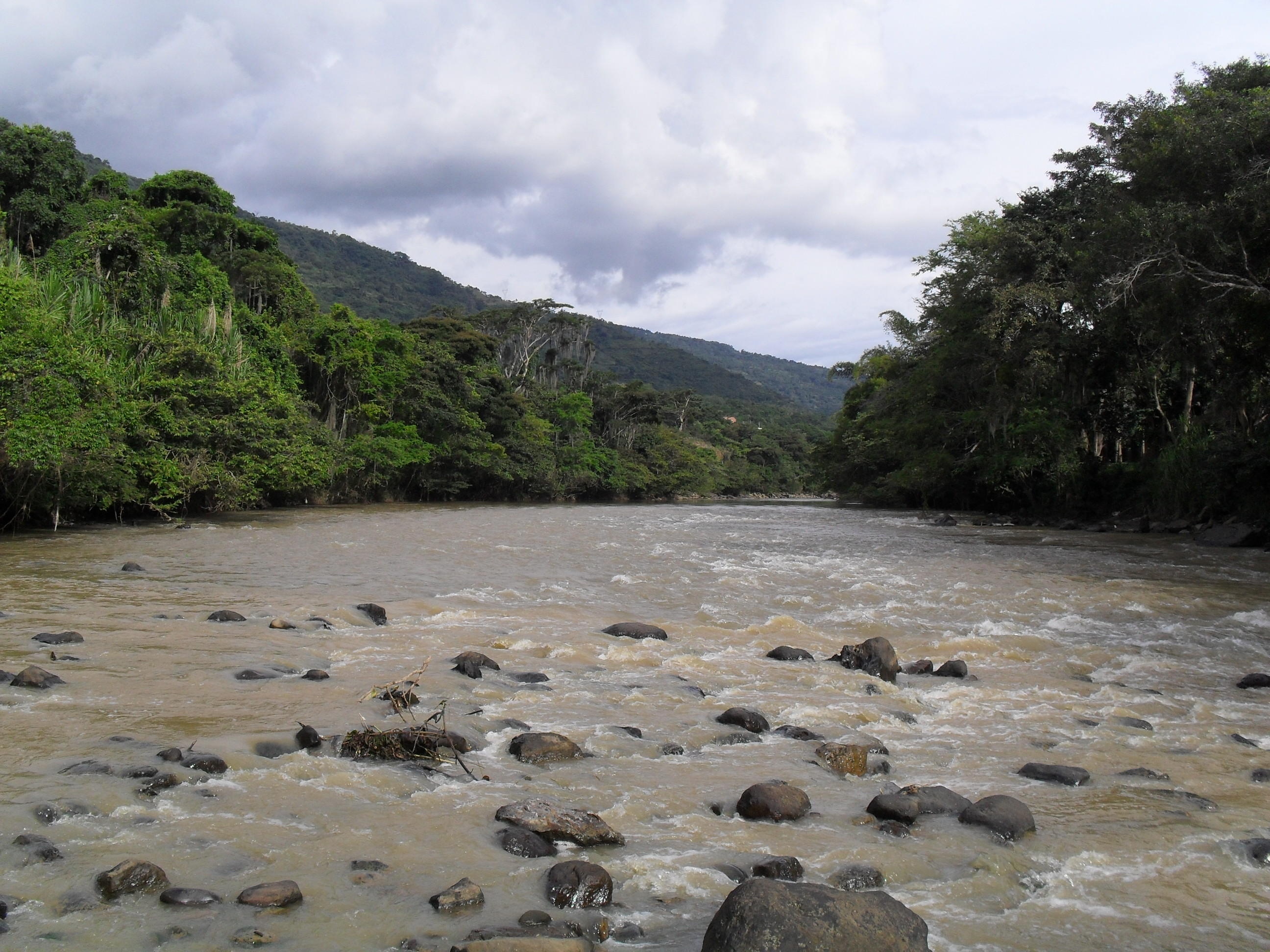
El Río Fonce constituye la principal arteria fluvial de San Gil.

San Gil está bañada por los ríos Fonce, Mogoticos y Monas, por la quebrada (Am. arroyo o riachuelo que corre por una quebrada o paso estrecho entre montañas) Curití y otras corrientes de menor caudal de aguas como la Cuchicute, Paloblanco, Afanadora, las Joyas, Chapala, Guayabal, Molina, La Laja en el límite con Villanueva y el Antable en lindero con Mogotes; siendo su área urbana atravesada por el Río Fonce.

## Integración regional y nacional
San Gil, capital de la Provincia de Guanentá y el municipio más importante del Sur de Santander, se encuentra posicionado estratégicamente, situación que le facilita comunicarse mediante vías pavimentadas y/o de acceso moderado con poblaciones cercanas, incidiendo en el desarrollo de la región: Charalá, Valle de San José, Ocamonte, Páramo, Barichara, Villanueva, Aratoca, Curití, Cabrera, Coromoro, Encino, Jordán Sube, Mogotes, Onzaga, San Joaquín y Pinchote, conformando con estos la Provincia de Guanentá, además de estar cerca de algunos municipios de la Provincia Comunera como Galán, Simacota, Palmar, Palmas del Socorro, Oiba, Confines y El Socorro, siendo este último la capital de dicha provincia, ejerciendo en todos ellos importante atracción comercial para prestar diversos servicios. Esta dinámica regional que impulsa al municipio se extrapola al encontrarse sobre la Ruta Nacional 45A y/o Troncal del Oriente, localización privilegiada para comunicarse con la Capital de la República (Bogotá) y del Departamento (Bucaramanga), agilizando el intercambio comercial y acercando su potencial turístico y agrícola a propios y visitantes.

## División político-administrativa

### Veredas de San Gil
San Gil está conformada por 31 veredas comunicadas con la cabecera municipal a través de carreteras, la mayoría de estas tienen placa-huella permitiendo su fácil acceso. Las veredas son: Alto de Encinal, Bejaranas, Boquerón, Buenos Aires, Campo Hermoso, Cañaveral Alto, Cañaveral Bajo, Chapala, El Cucharo, El tabor; El Jovito, El Volador, Egidos y Pericos, Guarigua Alto, Guarigua Bajo, Hoya de Monas, Jaral San Pedro, La Laja, Las Joyas, La Flora, Los Pozos, Montecitos Alto, Montecitos Bajo, Ojo de Agua, Palo Blanco, Puente Tierra, Resumidero, Santa Bárbara,  San José, Santa Rita y Versalles.

### Barrios de San Gil
La zona urbana actualmente posee más de 120 barrios y urbanizaciones de los cuales se destacan, distribuidos por sectores, así:
Sector Bejaranas: Buenavista, La Floresta, La Playa, Marsella Campestre I, Marsella Campestre II, Porto Velho, Torres del Castillo.
Sector casco antiguo o zona fundacional y alrededores: Carlos Martínez Silva, Centro, Cristo Resucitado, El Vergel, Fátima, Guanentá, La Esperanza, La Gruta, La Victoria, Los Cedros, Los Libertadores, María Auxiliadora, Pablo Sexto, Ragonessi, Rojas Pinilla, San Antonio, San Carlos, San Juan de Dios, Villa Carola.
Sector ciudadela Bella Isla y alrededores: Bella Isla I, Bella Isla II, Bella Isla Reservado, Ciudadela Bellavista, El Poblado, Palmeras I, Palmeras II, Jardines del Bella Isla.
Sector Ciudadela del Fonce y alrededores: Alameda Real, Carlos Martínez Reyes, Ciudad Blanca I, Ciudad Blanca II, Ciudad Jardín, Ciudadela del Fonce I, Ciudadela del Fonce II, Luis Carlos Galán, Niño Jesús, Oscar Martínez Salazar, Pedro Fermín de Vargas I, Pedro Fermín de Vargas II, Samuel Martínez Reyes, Villas de Mochuelo I, Villas de Mochuelo II.
Sector ciudadela José Antonio Galán: Altos de la Playa, Antonia Santos, Hacienda Santamore, José Antonio Galán I, José Antonio Galán II, Nueva Baeza I, Nueva Baeza II, Nueva Baeza III, Villa Aurora.
Sector ciudadela Villa Olímpica y alrededores: América 500 Años, Ciudadela de Los Cerros, Covidesan, Covisangil 300 Años, Fagud, Las Colinas, Los Alpes, Los Lagos, Los Pinos I, Los Pinos II, Los Rosales I, Los Rosales II, Marco Fidel Reyes, Portal de la Cruz, Sagrada Familia, Villa Campestre I, Villa Campestre II, Villa Olímpica, Villas de Alcalá.
Sector industrial y alrededores: Cerros del Moral I, Ciudad Futuro I, Ciudad Futuro II, Ciudad Futuro III, El Bosque, La Coruña, La Industrial, Las Gardenias, Miradores del Bosque, Portal de La Navarra, Santa Bárbara, Santa Catalina Campestre, Simón Bolívar, Tamacara, Villas de San Gil, Villas del Fonce I, Villas del Fonce II, Villa Laura.
Sector norte, nor-oriente y alrededores: Acacias I, Acacias II, Acacias III, Almendros I, Almendros II, Altamira, Altos del Gallineral, La Quinta, Nuevo Pablo Sexto I, Nuevo Pablo Sexto II, Paseo del Mango, Villas del Sol.
Sector San Martín y alrededores: Arboledas del Fonce I, Arboledas del Fonce II, Colombia, El Tierrero de los Ricos, La Libertad, Lorenzo Alcantuz, Porvenir I, Porvenir II, San Martín, Villa del Rosario.
Sector Santander y alrededores: Betania I, Betania II, Capellanía, El Tierrero de los Pobres, La Cascada, La Feria, Lorenzo Alcantuz, Los Sauces I, Los Sauces II, Miradores del Conde, Miradores del Río I, Miradores del Río II, Miradores del Río III, Paseo Real, Portal del Conde I, Quintas de Cañaveral, San Luis, Santander, Villa Bancarios, Villa del Prado, Villa Edy.

## Aspecto demográfico
Población de San Gil: San Gil para el 2018 contaba con una población de 56.037 habitantes de acuerdo al censo nacional realizado por el DANE para esa fecha, y con una proyección para 2022 de 60.804 habitantes. La información de número de viviendas, hogares y personas, a nivel municipal se actualizó el 12 de noviembre de 2019, de acuerdo con la revisión de límites oficiales municipales dispuestos por el Instituto Geográfico Agustín Codazzi - IGAC.

## Economía
La población rural se dedica principalmente a la actividad agropecuaria. Hay cultivos semestrales de tomate, tabaco, fríjol, yuca, fique, y hortalizas, así como cultivos permanentes como café, caña de azúcar, frutas de variadas especies y cítricos. La ganadería es importante: ganado ovino, caprino y  vacuno, del cual se surte la región de leche y carne. El renglón ganadero es menor y representa el 20,25% del hato de Santander y el 17,2% de la producción lechera del Departamento. Explotaciones alternas de piscicultura, porcinos y aviares empiezan a tener relevancia en el sector. Cuenta con un amplio sector industrial de tejidos y fabricación de productos de fique, entre otras, que se encuentran a las afueras de la municipalidad. En el sector de los servicios se destaca su infraestructura hotelera que, por lo general, es ocupada en su totalidad por la cantidad de visitantes nacionales y extranjeros que recibe este municipio.
Recientemente el turismo ha ganado un rol importante, tanto en San Gil como en varias de sus poblaciones vecinas, debido a la valorización de los recursos naturales en su contexto general, como a la vez al haber sido sistematizados; no solo por esto sino por el clima y patrimonio histórico y arquitectónico de varias de sus poblaciones.
Adicionalmente, la provincia cuenta con pequeñas manufacturas de origen mineral e incluso de origen vegetal, las cuales tienen su asiento en San Gil y municipios como Páramo, Curití, Aratoca y Barichara.
En el departamento de Santander, San Gil juega un papel importante dentro del sector de los servicios aparte del tema turístico, caracterizado por la banca, transporte, salud, construcción, comercio, entretenimiento y mercadeo. Un ejemplo de su importancia es la construcción y puesta en funcionamiento de los centros comerciales de gran formato El Puente y San Gil Plaza, a la altura de los centros comerciales de las grandes ciudades con salas de cine, plazas de comida, cajeros automáticos, edificios corporativos, grandes superficies (Metro en el caso de El Puente) y almacenes de ropa y accesorios de cubrimiento nacional e internacional. 

### Artesanías
San Gil cuenta con la mano de obra de los artesanos. Esta es de reconocida calidad e ingenio entre las que se destacan trabajos especializados y con originalidad. Los productos artesanales son de gran demanda nacional e internacional.
Las obras artesanales más características y los lugares en donde se producen son:
- Diversas figuras originadas en capachos de mazorca de maíz, arreglos y flores se fabrican principalmente en Páramo y Aratoca.
- Artesanías para hacer tapices, divisorios, cuadros en plano y en collages, y varias piezas utilitarias se producen especialmente en telares de Curití.
- Otros productos como esculturas, fuentes de agua, varios utensilios que son prácticos y útiles para el área doméstica sobre la base de piedra de la región, se realizan en Barichara; como si fuera poco también elaboran sandalias, bolsos, gorros, sombreros y artículos originados de productos naturales.

## Gastronomía
Los platos tradicionales en San Gil son:

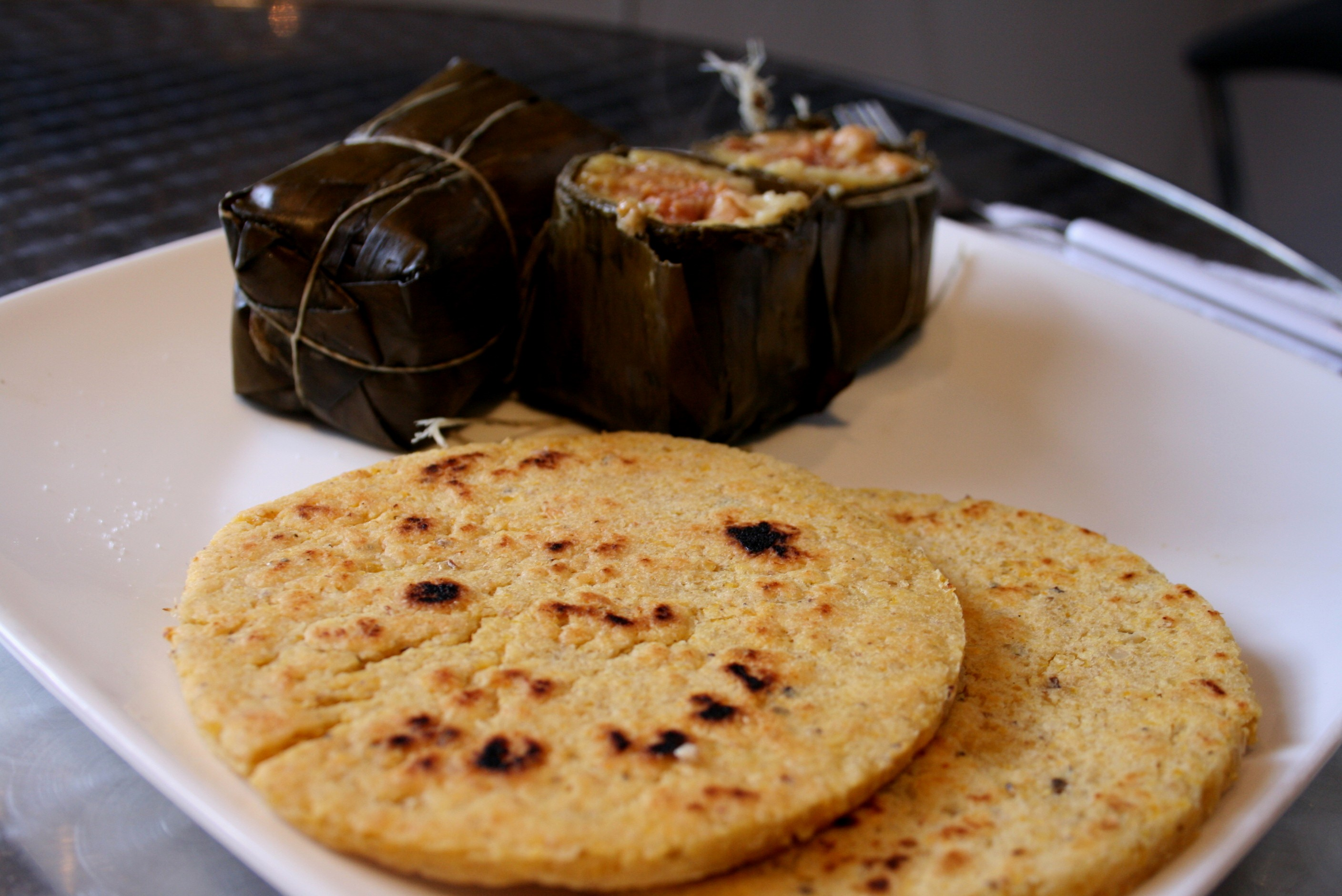
Tamal con arepa

- MuteTamal con arepa[3]
- Chicha
- Guarapo
- Cabro
- PepitoriaSopa de mondongo[4]
- Carne oreada
- Masato de arroz
- Hormigas culonas
- Tamal santandereano
- Arepa santandereana

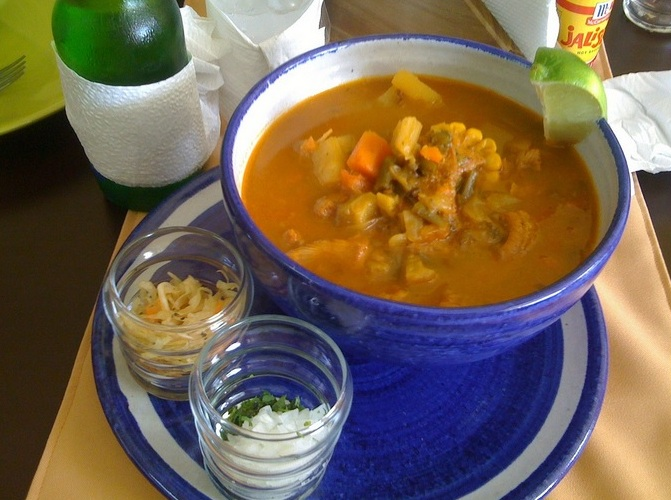
Sopa de mondongo

- Sopa de maíz blanco aderezado con otros granos
- Dulces elaborados de apio, limón, cidra, arroz y piña
- Sopa de arroz con gallina
- Pichón (sopa)
- Ají
- Mondongo

## Servicios públicos básicos
- Plaza de mercado: Atiende un promedio de 22.000 personas los fines de semana, que son los días en que la gente va a mercar. A su vez, se ubican 900 puestos, aproximadamente, entre mayoristas y minoristas, ocupando un área aproximada de 2 hectáreas al sureste del centro histórico.

- Acueducto municipal: Tiene una cobertura urbana del 100% prestando un servicio constante durante las 24 horas diarias. El abastecimiento del agua a la planta se hace desde las quebradas Curití, Cuchicute y el río Fonce. Recientemente, la planta de tratamiento de agua potable (PTAP) fue ampliada y mejorada en su infraestructura, cobertura y tratamiento con una inversión pública de más de $ 10 000 000 000, garantizando agua a 100 000 habitantes y continuidad en el servicio como mínimo para 50 años más por la empresa Acuasan. En el sector rural únicamente se cubre el 15% de la población, debido a que existen otros acueductos veredales gratuitos.

- Alcantarillado y aseo: Tiene una cobertura del 97% y es solo de tipo sanitario. El aseo y la recolección de basuras también se hace por intermedio de las empresas Acuasan y EcoSangil S.A.; en forma manual y regular durante 6 días a la semana, teniendo cubrimiento del 100% en el servicio. El destino final de las basuras se hace a través de 2 rellenos sanitarios, los cuales reciben desechos de más de 20 municipios vecinos de las provincias de Guanentá y Comunera, además de algunos otros del Norte de Boyacá.

- Medios de comunicación: San Gil cuenta con 2 canales de televisión. El primero es Telesangil  de Asoparsa (Asociación de Copropietarios de Antena Parabólica de San Gil), que a su vez es el canal comunitario del municipio. El segundo es PSI TV [5] (emite en El Socorro y San Gil) propiedad de la empresa privada PSI Telecomunicaciones.

Cuenta con emisoras AM y FM. Entre las emisoras AM están tenemos a RCN Radio San Gil, a través del dial 1220 AM; primera emisora en incorporarse a la región en 1990, y cuya recepción de señal es a través de decoder satelital, además de realizar transmisiones vía satélite del Concurso Nacional de Música "Guane de Oro", que se realiza en San Gil. También en AM se destaca La Caliente en el dial 1330 AM (afiliada a Caracol Radio Grupo Prisa hasta el 19 de julio de 2013, fecha en que cambio de casa informativa a Blu Radio). Finalmente, en FM está la Radio Nacional de Colombia a través del dial 93.7 FM, y en 107.2 FM está La Cometa, la radio comunitaria de San Gil. En cuanto a periódicos impresos, se distribuyen los de mayor circulación en la región.
- Planta de sacrificio bovino municipal: Aunque sus instalaciones se encuentran en pie, en la actualidad se encuentra cerrada.

## Educación
San Gil cuenta con variedad de instituciones educativas, entre las cuales destacan:

### Educación básica y media
- Colegio El Rosario
- Colegio Infantil Colombianitos
- Colegio Liceo Americano
- Colegio Luis Camacho Rueda
- Colegio Nacional San José de Guanentá
- Colegio para el Desarrollo Integral, «CODI»
- Colegio San Carlos
- Colegio San Vicente de Paúl
- Colegio Santa Cruz de la Nueva Baeza
- Colegio Técnico Nuestra Señora de la Presentación
- Colegio Mi Mundo Creativo
- Colegio Cooperativo
- Gimnasio Comfenalco
- Institución Educativa La Esperanza
- Liceo Superior Rafael Pombo
- Institución Educativa Chapala
- Institución Educativa Ojo de Agua
- Institución Educativa San Juan Bosco
- Institución Educativa Versalles

### Educación superior
- Corporación Interamericana de Educación Superior «CORPOCIDES» (Uniremington San Gil)
- Fundación Universitaria de San Gil, «UNISANGIL»
- Universidad de Investigación y Desarrollo, «UDI»
- Instituto Coomuldesa (Educación no Formal)
- Corporación Educativa para el Trabajo y el Desarrollo Humano en Salud «CORPOSALUD» (Educación no Formal)
- Servicio Nacional de Aprendizaje «SENA» (Centro Agroturístico Regional Santander).
- Fundación Educativa Biossanar

## Aeropuerto Los Pozos
El Aeropuerto Los Pozos está ubicado al norte del municipio, a una altitud de 1750 m s. n. m., es el más importantes del Sur del Departamento de Santander, recibiendo vuelos chárter y comerciales en temporada turística, los cuales son operados desde el Aeropuerto Internacional Palonegro de Bucaramanga, ya que el aeropuerto de San Gil no cuenta con una torre de control. Actualmente se encuentra en proceso de construcción un proyecto de recuperación y reactivación del terminal aéreo, con el fin de hacerlo más competitivo en el país y prepararlo para recibir demanda de vuelos a gran escala, debido al creciente turismo de la región, teniendo en cuenta que San Gil fue declarada la Capital Turística de Santander. El 8 de septiembre de 2023 iniciaron los primeros vuelos comerciales tipo chárter entre Bogotá y Medellín con la llamada "Perla del Fonce".
El aeropuerto cuenta con una terminal de pasajeros, plataforma de parqueo de aeronaves, helipuerto, pista de aterrizaje y parqueadero, entre otros servicios. Con el mencionado proyecto, se planea aumentar el ancho y la longitud de la pista de aterrizaje y despegue, mejorar la seguridad de la misma, terminar de adecuar la vía de acceso desde el barrio Almendros I y otras obras de menor impacto.

## Transporte urbano, intermunicipal y de carga

### Urbano
San Gil cuenta con 3 empresas de transporte urbano: Cootraguanenta, Cootrafonce y Cootrasangil, a través de servicio de transporte colectivo en microbuses (busetas),taxis, servicio escolar o mixto y radio-carga. Cubriendo todo el casco urbano del municipio y algunas zonas de la periferia.

### Intermunicipal
La empresa Cootrasangil posee un terminal de integración regional propio, a cuatro cuadras del parque principal,  denominado "Terminalito" desde allí presta  sus servicios de transporte a toda la Provincia de Guanentá, además cuenta con encomiendas y remesas que presta en alianza con Copetran para envíos nacionales, y presta servicio de carga con camiones y tracto camiones a nivel nacional, también en alianza con Copetran.

### Interdepartamental
San Gil cuenta con una Terminal de transporte moderna y equipada, localizada al sur-occidente del municipio, en la salida hacia Bogotá. Entre las principales empresas que prestan servicios de autobuses se encuentran Berlinas del Fonce, Copetran, Omega, Libertadores, Trassander, Cootrasaravita y Transportes Reina, entre otras.

## Turismo
San Gil es el municipio pionero de los deportes extremos y de aventura en Colombia, pues en 1996 inició la oferta comercial y turística del rafting, siendo en este momento los únicos en el país que ofrecen este tipo de pasatiempo, y al pasar del tiempo ha ido aumentando la oferta con otros deportes y actividades extremas como parapente y espeleología.

Es reconocida como «Epicentro Turístico» y «Capital Turística de Santander», pues aquí se pueden practicar diversos deportes extremos y de aventura como el descenso de río, canotaje-balsismo, el torrentismo, el parapente, la espeleología, rápel, cañonismo, salto bungee, ciclismo de montaña y el motocross, entre otros.

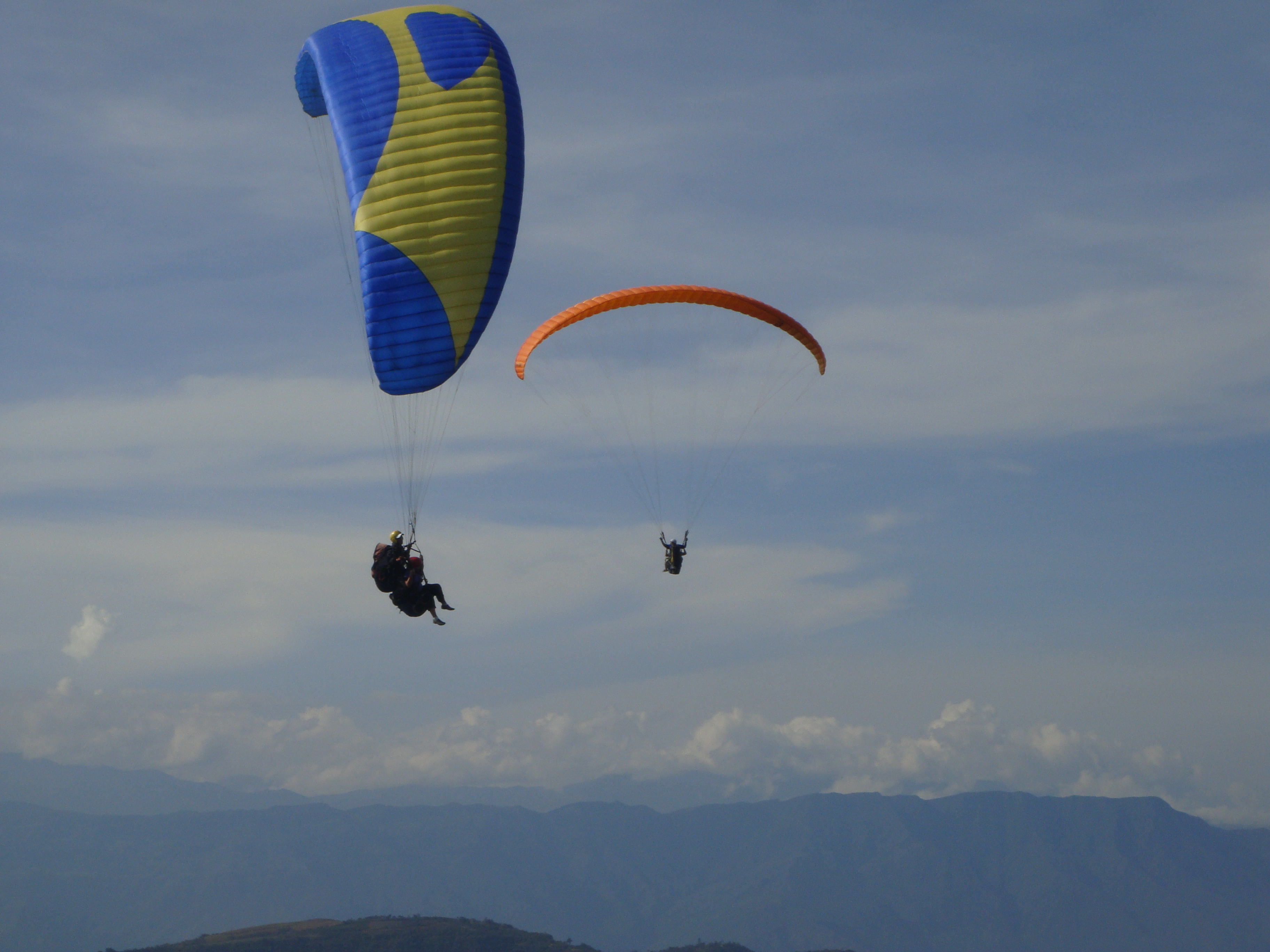
Parapente San Gil

Cuenta con las dotaciones de la naturaleza en espacios como cascadas, ríos, cavernas naturales, montañas y el gran cañón del Chicamocha ubicado a tan solo una hora de San Gil.

### Centro histórico
El centro histórico, de calles empinadas y en piedra, data del siglo XVII. Está situado a orillas del Río Fonce, siendo declarado Monumento Nacional de Colombia.

### Pozo Azul
Está localizado a dos kilómetros de la cabecera municipal a un lado de la vía que conduce a Bucaramanga.
Es un concurrido balneario en donde se forma un conjunto de piscinas naturales de las aguas de la Quebrada Curití. El balneario dispone de parqueaderos y servicio de cafetería, aunque actualmente se encuentra en estado de abandono sus instalaciones; sin embargo, sigue siendo visitado por propios y turistas.

### Parque Ecológico Ragonessi
Se encuentra ubicado entre Pozo Azul y el parque El Gallineral, tiene 15 hectáreas de extensión cubiertas de abundante vegetación, senderos naturales, abundante agua y rica vegetación. En la actualidad se encuentra descuidado debido al abandono municipal, siendo foco de inseguridad en el municipio.

### Parque El Gallineral

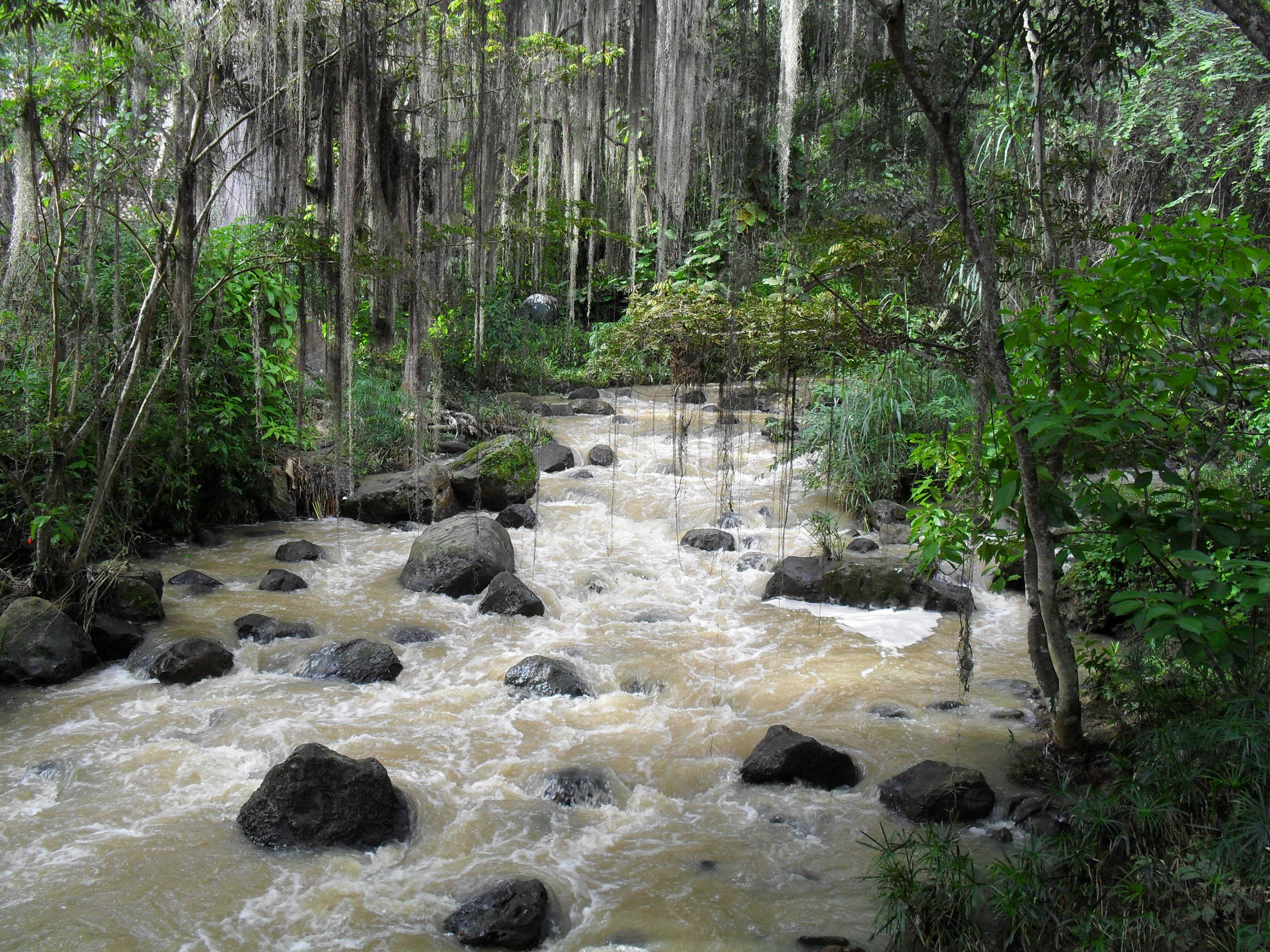
Parque el Gallineral.

El lugar más emblemático del municipio, ubicado en el sector conocido como El Malecón Turístico, creado en 1994, abarca una pequeña isla entre el Río Fonce y la Quebrada Curití, con una extensión de 4 hectáreas conformada por árboles gallineros, senderos, animales de exhibición y autóctonos del parque, restaurante, plazoletas y una piscina para el esparcimiento de propios y visitantes.

### Parque La Libertad
Es el punto de encuentro de los sangileños y en sus alrededores funciona la alcaldía municipal, la iglesia catedral, hoteles, café galería, varias cafeterías, lugares de comidas rápidas y renombrados restaurantes.  Sitio de meditación bajo centenarias ceibas, una fuente luminosa y la estatua alada del valeroso Cacique Guanentá. En este toman lugar varias representaciones artísticas populares.

### Descenso sobre el Río Fonce
Es esta una de las mayores atracciones de San Gil, donde se pueden desarrollar múltiples actividades. Existen varias modalidades para disfrutar las corrientes del Río Fonce como el rafting, practicado en botes conocidos como rafts o kayaks, especial para profesionales y aficionados con experiencia en esta modalidad, también en hidrospeeds y/o botes inflables.
A pesar de realizar estas actividades generalmente desde un lugar denominado “La Arenera”, localizado a aproximadamente 10 km del lugar de desembarque en el Malecón, la distancia del recorrido puede variar según el gusto de los turistas. El trayecto goza de los alrededores del esplendor de la naturaleza, sumado a puntos de adrenalina que esta proporciona a los deportistas los cuales pueden llegar a alcanzar el grado 3 en escala internacional de dichos deportes. Adicionalmente, el río cuenta con lugares específicos donde se puede nadar y descansar.
Los servicios de los deportes mencionados están formalmente autorizados y certificados, con guías e instructores debidamente calificados, además de equipos reglamentados. Las empresas que prestan estos servicios están ubicadas en lugares cercanos al Malecón y en municipios cercanos como Pinchote, Páramo, Aratoca y Curití, los cuales pueden prestar el servicio por intermedio de agencias.
Otros atractivos de San Gil son: El Cerro de La Gruta y el Cerro de La Cruz, ambos ubicados en el extremo sur de San Gil, teniendo en ambos lugares vistas panorámicas del municipio, además de utilizados como sitios de peregrinaje en Semana Santa, para realizar la Viacrucis el Viernes Santo.

## Personajes
- Margalida Castro, actriz.
- José María de Rueda y Gómez, (Conde de Cuchicute): Empresario (1871-1945).
- Julio César Herrera, actor.
- Pedro Fermín de Vargas, Naturalista y economista neogranadino.
- Luis José Rueda Aparicio, Cardenal.
- Jorge Luis Pinto Afanador, Director Técnico
- Edwards Jiménez, futbolista.
- Isaías Duarte Cancino, Arzobispo de la Arquidiócesis de Cali (1939-2002).
- Paola Rey, actriz y modelo (1979)
- Jorge Carreño Luengas, expresidente de la Corte Suprema de Justicia (1929 - 2022)
- Brigadier General (R) Rodolfo Palomino, exdirector General de la Policía Nacional de Colombia.

## Ciudades hermanas
En verano del año 2001 quedaron hermanados los municipios de San Gil (Colombia) y Gordoncillo (España).[cita requerida]
|                   | País   |  | Región          |  | Localidad   |
| Bandera de España | España |  | Castilla y León |  | Gordoncillo |
| ----------------- | ------ |  | --------------- |  | ----------- |